# Assedio di Pietragalla
L'Assedio di Pietragalla è stato un episodio della spedizione di José Borjes in Italia Meridionale avvenuto tra il 16 e il 17 Novembre del 1861, che vide contrapposti i briganti del Tenente Generale José Borjes e del capobanda Carmine Crocco alla Guardia Nazionale ed alla popolazione di Pietragalla, in Basilicata.

## Antefatti
Dopo aver sconfitto i Bersaglieri e la Guardia Nazionale ad Acinello, la banda del Generale Borjes e di Carmine Crocco, forte di nuovi uomini e provviste, diresse su Grassano, dove però, in un combattimento contro la Guardia Nazionale avvenuto il 15, furono sconfitti con gravi perdite e costretti a dirigersi su San Chirico Nuovo, a ripiegare sul Vulture e quindi su Vaglio di Basilicata, che fu data al sacco il giorno seguente: la sera stessa del 16, la colonna di 700 briganti si diresse su Pietragalla, con l'intento di saccheggiarla.

## L'Assedio

### Il sacco
Verso le 20:00 del 16 Novembre, le avanguardie di Borjes e Crocco avanzarono su Pietragalla e quivi trovarono un piccolo gruppo di circa 50 Guardie Nazionali in pattugliamento notturno; dall'incontro nacque un breve combattimento, che si concluse con la ritirata dei miliziani alle porte della città quando videro il grosso della truppa brigante, accompagnata dalla cavalleria.
Borjes invitò il comandante della Guardia Nazionale locale ad arrendersi, ma la risposta fu negativa e venne innalzato il Tricolore sul punto più alto del Palazzo Ducale, facendo riprendere i combattimenti; lo scontro proseguì fino a mezzanotte, ma a seguito dell'accerchiamento del paese da parte dei briganti, che avevano bloccato ogni via d'uscita, i miliziani si dovettero ritirare nel Palazzo Ducale, mentre il paese veniva dato alle fiamme e saccheggiato.

### L'assedio del Palazzo Ducale
All'interno del solido Palazzo Ducale, la guarnigione di Pietragalla e parte della popolazione locale riuscirono ad evitare il peggio: a quel punto, ai briganti di Borjes e Crocco non restava che forzare il portone del Palazzo per ottenere una vittoria definitiva, ma l'impresa si rivelò più ardua del previsto per via della resistenza della stessa Guardia Nazionale e di pochi cittadini armati, che tiravano sui banditi avvicinatisi all'ingresso.
Questi ultimi tentarono di incitare il popolo alla rivolta contro le forze del Regno d'Italia, incendiando sei case ed uccidendo sei persone tra la popolazione a scopo intimidatorio, ma ebbero scarso successo e la situazione per il Tenente Generale catalano ed il brigante Lucano si complicò sempre più, minacciando di rendere l'assalto insostenibile e di forzare i briganti alla ritirata.

### Gli scontri del 17
Gli scontri proseguirono per 21 ore, fino alle 17:00 del 17 Novembre, quando da Acerenza giunsero circa 70 o 80 Guardie Nazionali di rinforzo, comandate dal Capitano Canio Giuseppe Vosa (secondo altri erano una ventina, che però marciavano in modo da far credere al nemico di essere numericamente molti di più). I briganti, stremati dal lungo scontro e dopo aver subito pesantissime perdite (tra le quali il ferimento dello stesso Crocco, colpito all'omero da un proiettile), si videro costretti a rinunciare ai loro propositi ed a fuggire (pare con alcuni ostaggi) per evitare uno scontro che avrebbe potuto essere ancor più rovinoso: minacciarono di tornare per vendicare l'umiliazione subita, ma furono comunque inseguiti dai rinforzi della Guardia Nazionale fin dentro i boschi limitrofi, dove subirono altre perdite. Un brigante ucciso in questo scontro fu decapitato, affinché la sua testa fosse condotta per le vie di Pietragalla tra il ludibrio della popolazione.
Verso mezzanotte dello stesso giorno, i briganti mantennero la parola e si ripresentarono di fronte alla città, decisi a riprovare l'attacco, ma la Guardia Nazionale e la popolazione, tra la quale erano presenti anche ecclesiastici e ricchi borghesi, uscirono in armi e li misero definitivamente in fuga.

## Conseguenze
Dopo le giornate del 16, 17 e 18, conclusesi con 43 morti e più del doppio dei feriti (secondo alcuni ostaggi successivamente fuggiti, però, i mancanti all'appello erano più di 150), la spedizione di Borjes subì un grave rovescio militare e non riuscì più a riprendersi, complici anche i continui rinforzi mandati dalle forze del Regno d'Italia; il 19 puntarono su Avigliano, città natale del brigante Ninco Nanco, ma furono anche qui respinti e costretti a dirigersi su Bella.
Qui, il 22, occuparono la città e la diedero al saccheggio, ma furono costretti a fuggire dal sopraggiungere di circa 250 Guardie Nazionali e, dopo ulteriori soste in altri paesi, incalzati dalle forze Regie, Borjes e Crocco (tra i quali erano nati anche dei dissapori in merito alla mancanza di disciplina del brigante) decisero di separarsi, il primo dirigendosi con i pochi uomini rimasti verso la Campania e lo Stato Pontificio, il secondo rimanendo nascosto nei boschi della Lucania per proseguire la sua campagna di brigantaggio.